# Schmiede Göhrendorf
Die Schmiede von Göhrendorf ist eine denkmalgeschützte Schmiede im Ortsteil Göhrendorf der Gemeinde Nemsdorf-Göhrendorf in Sachsen-Anhalt. Im örtlichen Denkmalverzeichnis ist die Schmiede unter der Erfassungsnummer 094 65569 als Baudenkmal verzeichnet.
Unter der Adresse Dorfstraße 30 an einer kleinen Platzanlage gegenüber dem Gutshof Zimmermanns Hof in Göhrendorf befindet sich eine ehemalige Schmiede. An der Fassade der Schmiede ist das Hauswappen und das Firmenschild erhalten geblieben. Die Schmiede entstand in der Mitte des 19. Jahrhunderts. Das dazu gehörende Werkstattgebäude wurde erst ca. 1930 erbaut.